# Joan Ferraté
Joan Ferraté i Soler (Reus, 1924-Barcelona, 2003) fue un crítico literario, profesor universitario y traductor español, hermano del poeta Gabriel Ferrater y primo hermano del ingeniero Gabriel Ferraté Pascual.
Estudió en Reus pero de joven se trasladó con su familia a Burdeos (Francia); más tarde finalizó el bachiller en Mataró. Comenzó estudiando Derecho, carrera que abandonó para licenciarse en Filología Clásica en 1953 en la Universidad de Barcelona. Fue profesor en la Universidad de Oriente de Santiago de Cuba (1954-1962); después marchó a Canadá, donde dio clases de literatura española en la Universidad de Alberta (Edmonton). De regreso en España, se estableció en Barcelona, trabajando como director literario de la editorial Seix Barral.

## Biografía
Vivió en Reus, però después se trasladó con su familia a Burdeos; más tarde acabó los estudios en Mataró. Empezó la carrera de Derecho y la abandonó. Licenciado en Filología Clásica por la Universidad de Barcelona (1953), fue profesor de lenguas clásicas en la Universidad de Oriente (Santiago de Cuba) entre 1954 y 1960; después de hacer de asesor técnico del Ministerio de Educación del gobierno cubano (1961), en 1962 se trasladó a Edmonton (Canadá) para enseñar literatura española y literatura comparada en la Universidad de Alberta, donde trabajó hasta su jubilación (1985). Entre 1970 y 1973 se encargó de la dirección literaria de Seix Barral.
Toda la obra de Ferraté nace de su pasión como lector de literatura y, en especial, de poesía. Su afán de leer con toda precisión y de interpretar con la máxima racionalidad le llevó a fijar sus lecturas de textos concretos (prácticamente de todo el mundo y todas las épocas) en ensayos analíticos, comentarios, traducciones y ediciones de rigor filológico y, a su vez, a reflexionar teóricamente sobre la "operación de leer"; también sus versos originales, que a menudo tienen un componente imitativo explícito, derivan en última instancia de la fiebre imaginativa que es resultado de la lectura.

## Obra y bibliografía
Publicó diversos estudios críticos, Carles Riba, avui, 1955; Dinámica de la poesía: Ensayos de explicación, 1952-1966, 1968; Lectura de «La terra gastada» de T.S. Eliot, 1977 (Premio Crítica Serra d'Or d'assaig, 1978); Llegir Ausiàs March, 1992; Papers sobre Josep Carner, 1994; traduccions de Kavafis (Les poesies de C. P. Cavafis, 1978), de T. S. Eliot (La terra eixorca, 1952 a la revista Laye),[2] de poesia grega arcaica (Líricos griegos arcaicos, 1968), de Du Fu (Cinquanta poesies de Du Fu, 1992); i agrupaciones de artículos (Provocacions, 1989; Apunts en net, 1991; Opinions a la carta, 1993). Escribió también poesia, Les Taules de Marduk (1970) i Llibre de Daniel (1976), recojida en Catàleg general 1952-1981 (1987). Seleccionó y prologó diversas recopilaciones de poetas catalanes (Carner, March, i de su hermano Gabriel Ferrater).[3]

##### Ediciones, traducciones, crítica literaria o ensayo
- Carles Riba, avui. Barcelona: Alpha, 1955
- Teoría del poema : ensayos. Barcelona : Seix Barral, 1957
- La operación de leer. Barcelona: Seix Barral, 1962
- Líricos griegos arcaicos : Calino, Tireteo... Barcelona : Seix Barral, 1966
- Dinámica de la poesía : ensayos de explicación, 1952-1966. Barcelona : Seix Barral, 1968.
- Kavafis, Konstantinos. Veinticinco poemas de Cavafis. Barcelona : Lumen, 1971
- Kavafis, Konstantinos. Vuitanta-vuit poemes de Cavafis. Barcelona : Edicions 62, 1975
- Tretze de l'arxiu de Cavafis i altres coses. Barcelona: Edicions 62, 1976
- Lectura de "La terra gastada" de T.S. Eliot. Barcelona: Edicions 62, 1977
- Carner, Josep. Auques i ventalls. Barcelona : Edicions, 62, 1977
- Carner, Josep. La Primavera al poblet. Barcelona: Edicions 62, 1977
- Kavafis, Konstantinos. Poesies de Cavafis. Barcelona : La Gaya Ciencia, 1978
- Sobre literatura: assaig, articles i textos (1951-1971). Barcelona: Edicions 62, 1979
- Marc, Ausiàs. Les poesies d'Ausiàs Marc. Barcelona: Quaderns Crema, 1979
- Carner, Josep. Poesies escollides. Barcelona : Edicions 62, 1979
- Ferrater, Gabriel. Sobre el llenguatge. Barcelona, Quaderns Crema, 1981
- Ferrater. Gabriel. Papers, cartes, paraules. Barcelona, Quaderns Crema, 1986
- Anacreonte: poemas y fragmentos. Barcelona: Edicions 62, 1987
- Ferrater, Gabriel. Vers i prosa. Barcelona, Quaderns Crema, 1988
- Kavafis, Konstantinos. Les poesies de C.P. Cavafis. Barcelona : Quaderns Crema, 1987
- Provocacions. Barcelona: Empúries, 1989
- Apunts en net. Barcelona: Quaderns Crema, 1991
- Cinquanta poesies de Du Fu. Barcelona : Quaderns Crema, 1992
- Llegir Ausiàs March. Barcelona : Quaderns Crema, 1992
- Opinions a la carta. Barcelona: Empúries, 1993
- Papers sobre Carles Riba. Barcelona: Quaderns Crema, 1993
- Jaime Gil de Biedma : cartas y artículos. Barcelona : Quaderns Crema, 1994
- Papers sobre Josep Carner. Barcelona : Empúries, 1994
- Ferrater, Gabriel. Cartes a l'Helena i residu de materials disperses. Barcelona : Empúries, 1995

##### Poesía
- Les taules de Marduk. Barcelona: Proa, 1970
- Llibre de Daniel. Barcelona: La Gaia Ciència, 1976
- Catàleg general: 1952-1981. Barcelona: Quaderns Crema, 1987

## Fondo Joan Ferraté de la Universitat de Girona
En mayo de 2017, la hija de Joan Ferraté manifestó su voluntad de ceder a la Universitat de Girona (UdG) la extraordinaria biblioteca personal reunida por su padre, que ingresó seguidamente en la UdG. La colección está formada por unos 12 000 volúmenes que cubren ampliamente la literatura universal, con una especial atención a los autores clásicos —griegos y latinos—, catalanes, españoles, anglosaxones y también franceses, italianos y chinos. Destacan las obras de autores que estudió (March, Riba, etc.) y tradujo (Cafavis, Eliot, Du fu, etc.) y una importante selección de poesía inglesa contemporánea. Lógicamente, encontramos también representada en profundidad la filosofía del lenguaje, la lingüística i la teoría y crítica literarias. Gran parte del fondo está a disposición de los estudiantes y estudiososo en la Biblioteca del campus Barri Vell de la UdG y una muestra, con una selección de los autores que más apreciava, nutre la "Sala Joan Ferraté", que quiere ser un espacio de trabajo para los investigadores y a la vez un homenaje al profesor, teórico, crítico y poeta pero, sobre todo, lector.